# Festival Internacional de Cine de San Sebastián 1963
La 11.ª edición del Festival Internacional de Cine de San Sebastián tuvo lugar entre el 7 y el 16 de junio de 1963.

## Desarrollo
El festival fue inaugurado por el director general de Cinematografía Florentino Soria Heredia con la proyección fuera de concurso de Fellini 8 ½, que había clausurado el Festival Internacional de Cine de Cannes de 1964. El día 8 se proyectaron El tejedor de milagros y Le Jour et l'Heure. Los días 9 y 10 visitaron el certamen Leslie Caron y Marisol y fueron proyectadas Una storia milanese, La habitación en forma de L, Au coeur de la vie y Los inconstantes. El día 12 fueron proyectados los cortometrajes y Les dimanches de Ville d'Avray, que tuvo la presencia de Mario Cabré y Rocío Dúrcal y el día 13 Los viciosos y Del rosa al amarillo, que fue muy aplaudida. El día 14 se proyectaron Dime with a Halo y Das Feuerschiff, y visitaron el festival Alberto Lattuada, Lee Remick y Alberto Sordi. El día 15 se exhibieron El ratón en la luna y Joguines a les golfes, y contó con la presencia de Yvette Mimieux. El día 16 se proyectó Mafioso de Alberto Lattuada, a que le fue otorgada la Concha de Oro en medio de las protestas del público. Después se entregaron el resto de premios.

## Jurado oficial
- Nathan Golden[10]
- Marcelo Arroita-Jáuregui
- Georg Bartosch
- Julio Coll
- Sergio Frossali
- Lukas Heller
- Edouard Molinaro

## Películas

### Programa Oficial
Las 13 películas siguientes fueron presentadas en el programa oficial:
| Título en España             | Título original                | Director(es)       | País        |
| ---------------------------- | ------------------------------ | ------------------ | ----------- |
| Au coeur de la vie           | Au coeur de la vie             | Robert Enrico      | Francia     |
| Atraco                       | Das Feuerschiff                | Ladislao Vajda     | RFA         |
| Días de vino y rosas         | Days of Wine and Roses         | Blake Edwards      | EE. UU.     |
| Del rosa al amarillo         | Del rosa al amarillo           | Manuel Summers     | España      |
| Una moneda con aureola       | Dime with a Halo               | Boris Sagal        | EE. UU.     |
| Sibila                       | Les dimanches de Ville d'Avray | Serge Bourguignon  | Francia     |
| Los inconstantes             | Los inconstantes               | Rodolfo Kuhn       | Argentina   |
| Los viciosos                 | Los viciosos                   | Enrique Carreras   | Argentina   |
| El poder de la mafia         | Mafioso                        | Alberto Lattuada   | Italia      |
| Hiroshima, la ciudad marcada | Sono yo wa wasurenai           | Kozaburo Yoshimura | Japón       |
| La habitación en forma de L  | The L-Shaped Room              | Bryan Forbes       | Reino Unido |
| Un ratón en la luna          | The Mouse on the Moon          | Richard Lester     | Reino Unido |
| Cariño amargo                | Toys in the Attic              | George Roy Hill    | EE. UU.     |

### Fuera de concurso
| Título en España            | Título original                  | Director(es)         | País    |
| --------------------------- | -------------------------------- | -------------------- | ------- |
| El tejedor de milagros      | El tejedor de milagros           | Francisco del Villar | México  |
| El día y la hora            | Le Jour et l'Heure               | René Clément         | Francia |
| Una historia milanesa       | Una storia milanese              | Eriprando Visconti   | Italia  |
| ¿Qué fue de Baby Jane?      | What Ever Happened to Baby Jane? | Robert Aldrich       | EE. UU. |
| Fellini 8 ½                 | Fellini 8 ½                      | Federico Fellini     | Italia  |
| Las aventuras de Topo Gigio | Le avventure di Topo Gigio       | Federico Caldura     | Italia  |

## Palmarés
Ganadores de la Sección oficial del 11º Festival Internacional de Cine de San Sebastián de 1963:
- Concha de Oro a la mejor película: El poder de la mafia de Alberto Lattuada
- Concha de Oro al mejor cortometraje: La contrebasse de Maurice Frasquel
- Concha de Plata: Manuel Summers, por Del rosa al amarillo
- Concha de Plata a la mejor dirección: Robert Enrico, por Au coeur de la vie
- Concha de Plata a la mejor actriz: Lee Remick por Días de vino y rosas
- Concha de Plata al mejor actor: Jack Lemmon por Días de vino y rosas
- Premio Perla del Cantábrico a la Mejor Película de Habla Hispana: Del rosa al amarillo de Manuel Summers
- Premio Perla del Cantábrico al Mejor Cortometraje de Habla Hispana: 
  - Rhapsody in Bogota de José María Arzuaga
  - "Tiempo abierto" de Javier Aguirre